# Helen Sager
Helen Sager (Bleien, 17 ottobre 1939) è una fotografa, pittrice e insegnante svizzera, ha attraversato varie esperienze artistiche, a partire dagli anni Sessanta, che hanno connesso fotografia e pittura.

## Biografia
Le notizie disponibili attorno a questa artista svizzera sono abbastanza scarne. Dopo un apprendistato basilare alla fotografia ad Aarau tra il 1956 e il 1958 presso lo studio di Alfred Hiller ed aver proseguito alla scuola professionale di Lucerna, seguendo gli insegnamenti di Hans König (1906-1986), soggiornò in Canada facendo un tirocinio a Toronto. A questo punto perfezionò la sua formazione fotografica e la sua conoscenza della materia sia da autodidatta ma anche, in parte, frequentando l'Accademia di Arte e Design FHNW di Basilea tra il 1958 e il 1961. La città di Basilea le ha consentito di proseguire i suoi studi anche grazie ad alcune borse di studio che percepì nel corso degli anni Sessanta.
Nel 1968 decise di aprire un proprio studio fotografico in quella città dove ormai viveva che, principalmente, si occupò di pubblicità. Qualche anno dopo, dal 1973 fino al 2003, fu una docente part-time di fotografia alla Accademia di Arte e Design FHNW di Basilea.
Nel 2011 donò al Museo delle culture di Basilea circa 6 000 fotografie che ha scattato nel corso di alcuni decenni alla cosiddetta "Kuttlebutzer" (fondata nel 1957), cioè una sorta di banda che partecipava all'evento e alla stessa organizzazione del carnevale cittadino con artisti come Jean Tinguely, Ferdi Afflerbach (1922-2005), Robi Hiltbrand e Max Kämpf (1912-1982).

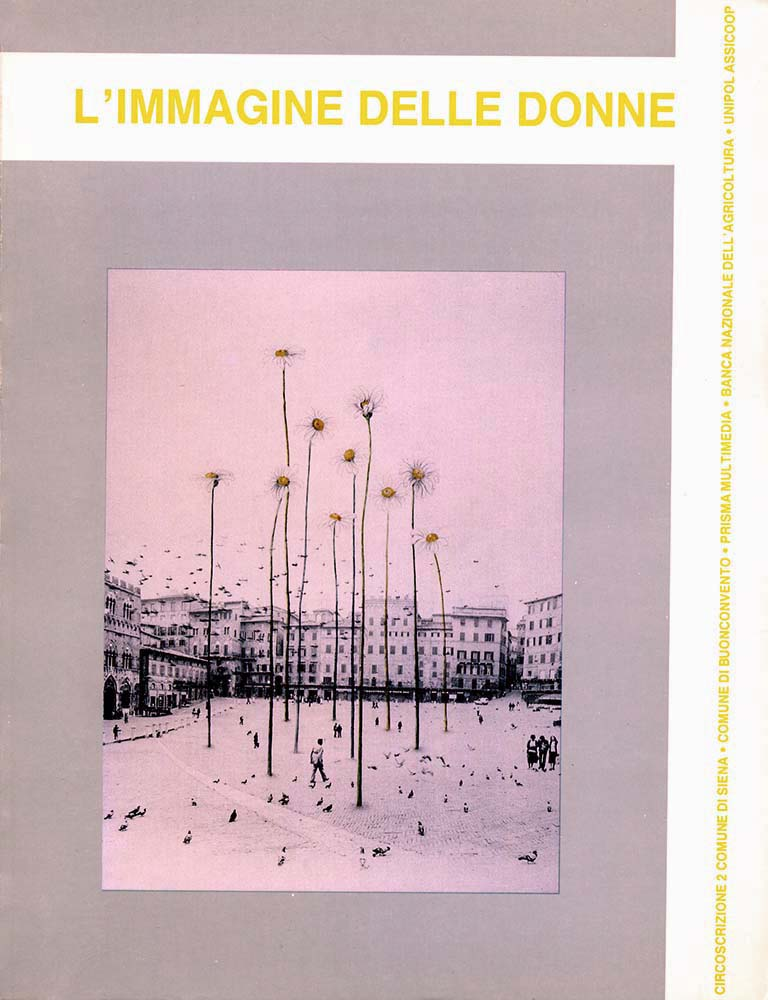
Copertina della mostra L'Immagine delle Donne con la foto della Sager, 1988, margherite in Piazza del Campo

Numerose le mostre che ha tenuto, sia personali che collettive. Tra le personali, oltre che in Svizzera, ha esposto a Parigi, Amburgo e San Gimignano. Tra le mostre collettive, va segnalata quella internazionale, tenutasi nel 1988, dal titolo L'immagine delle donne, a Siena presso il Palazzo San Galgano, Facoltà di Lettere dell'Università, cui parteciparono tra le altre fotografe, oltre alla Sager: Adriana Argalia, Katalin Baricz, Eva Besnyö, Helga von Brauchitsch, Elisabetta Catamo, Carla Cerati, Halina Holas-Idziak, Edith Lechtape, Verita Monselles, Leena Saraste, Zofia Rydet, Giuliana Traverso,

## Stile
Iniziò con immagini astratte negli anni Sessanta per passare in un secondo momento ad un tipo di fotografia nella quale eseguiva elaborazioni a mano inserendo pitture, disegni, intorno alla fine degli anni Settanta. Successivamente, dal 1984, sperimentò tecniche chimiche ed interventi di luce, una volta che le immagini erano state sviluppate e/o stampate. Infine, a partire dal 1998, ha sperimentato le stampe su lastra, utilizzando varie tecniche con il risultato di ottenere un unico pezzo finale, grazie al trattamento attraverso le incisioni su linoleum, acqueforti, metalli ecc.